# بالم شورز
بالم شورز (بالإنجليزية: Palm Shores)‏ هي مدينة أمريكية تقع في ولاية فلوريدا. تبلغ مساحة هذه المدينة 1.3 (كم²)،ويبلغ عدد سكانها 900 نسمة حسب إحصاء سنة 2010 م 900.تشير إحصاءات سنة 2000م بأن الكثافة السكانية في هذه المدينة تقدر بـ(auto) نسمة/كم2 